# Банька по-белому
Протопи ты мне баньку по-белому, — 

Я от белого свету отвык, — 

Угорю я — и мне, угорелому,

Пар горячий развяжет язык.
«Ба́нька по-бе́лому» («Протопи ты мне баньку, хозяюшка…», «Протопи ты мне баньку по-белому…») — песня Владимира Высоцкого, созданная летом 1968 года во время съёмок фильма «Хозяин тайги» в Сибири. Вариант названия: «Банька». Первое известное концертное исполнение песни автором датируется 1969 годом. На русском языке стихотворение было издано при жизни поэта в 1977 году в Париже в третьей части сборника «Песни русских бардов», а осенью того же года песня вышла во Франции на пластинке «Натянутый канат» (фр. La corde raide). В 1979 году текст «Баньки по-белому» был наряду с другими стихотворениями Высоцкого включён в литературный альманах «Метрополь» (составители Василий Аксёнов, Андрей Битов и другие), выход которого стал поводом к проведению расширенного заседания Московского отделения Союза писателей СССР. Первая официальная публикация «Баньки» в СССР состоялась в 1986 году (журнал «Дружба народов», № 10).
Песня встретила неоднозначную реакцию современников поэта. Произведение — наряду с «Банькой по-чёрному» и «Балладой о бане» — входит в условный «банный цикл» Высоцкого. Стихотворение насыщено символами и аллегориями, по жанру оно близко к исторической элегии. При работе над музыкой автор использовал приём, называемый крещендо, который позволил максимально точно передать глубину переживаний героя-рассказчика.
В 2000 году текст песни «Банька по-белому» включён в учебник по литературе XX века для российских общеобразовательных школ. Произведение переведено на японский и ряд европейских языков и вошло в альбомы, записанные музыкантами Австрии, Польши, Италии. В 1996 году на месте работы съёмочной группы фильма «Хозяин тайги» в Выезжем Логу был установлен мемориальный барельеф с изображением Высоцкого. На доске высечены строки из песни «Банька по-белому»: «Протопи ты мне баньку по-белому, я от белого света отвык…».

## Описание
В интервью, записанном в июне 1974 года во время гастролей Театра на Таганке в Набережных Челнах, журналист задал Высоцкому вопрос: «Какая из ваших песен вам особенно дорога?» «Да наверно, каждая», — ответил Высоцкий. Немного подумав, он тем не менее перечислил несколько своих песен, поставив «Баньку» на первое место.
Песня написана от лица вышедшего на свободу заключённого, многие годы проведшего в сталинских лагерях. Предположительно события происходят в 1956 году, когда была объявлена амнистия для многочисленных безвинно осуждённых по политической 58-й статье («контрреволюционная агитация и пропаганда»).
Герой песни передаёт своё состояние метафорично, иносказательно. Он просит «хозяюшку» растопить баньку по-белому, что символизирует очищение человека и возвращение его к прежней, нормальной жизни, от которой он отвык за годы заключения. Баня становится центральным образом всей песни, местом раздумий, переживаний, переосмысления прошлого. В этом месте, исконно воспринимавшемся русским человеком как пограничное между жизнью и смертью, герой песни делает выбор в пользу «жизни», выпаривая из себя «холодное прошлое»: «…И хлещу я берёзовым веничком // По наследию мрачных времён».
История героя песни воссоздаётся в самом общем виде. Высоцкий отказывается от однозначных примет, герой песни предельно обобщён, чтобы максимально передать чувства одного из тех, чьи судьбы были искалечены режимом. Суверенное «Я» рассказчика балансирует на грани чужого коллективного сознания, сливаясь с ним: «А потом на карьере ли, в топи ли, // Наглотавшись слезы и сырца, // Ближе к сердцу кололи мы профили, // Чтоб он слышал, как рвутся сердца».
В финале песни звучит «короткая, ёмкая и экспрессивная» строка: «Протопи!.. / Не топи!.. / Протопи!», передающая эмоциональный надрыв и растерянность перед противоречиями эпохи.

## История песни
Ты привез из Сибири песню о людях, попавших в лагерь при Сталине: один человек возвращается, отсидев срок, и просит хозяйку протопить ему баньку по-белому, чтобы убить сомнения, очистить душу. Страшная песня, где впервые ты упоминаешь мое домашнее имя — Маринка…

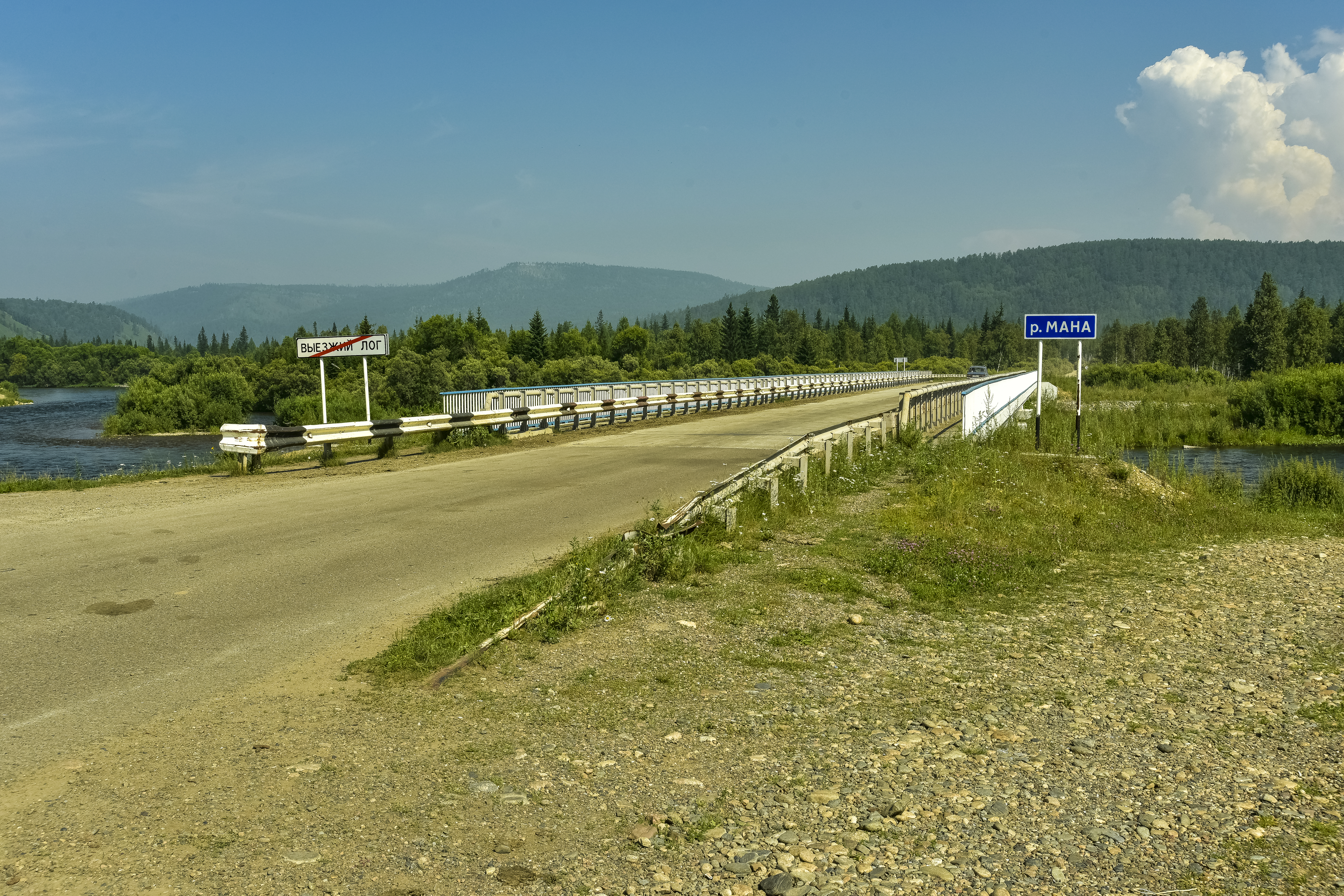
В окрестностях Выезжего Лога работала экспедиция фильма «Хозяин тайги»

«Банька по-белому» была написана летом 1968 года в селе Выезжий Лог Красноярского края, где проходили съёмки фильма «Хозяин тайги». Высоцкий исполнял в картине одну из главных ролей. Актёр Валерий Золотухин (получивший, с его слов, от Высоцкого автограф: «Валерию Золотухину — соучастнику „Баньки“») подробно описывал историю создания песни. Во время съёмок фильма Золотухин с Высоцким несколько раз меняли место жительства и в том числе некоторое время жили в пустом, заброшенном сибирском доме, который оставил, уехав в город, сын одной из деревенских жительниц — Анны Филипповны. «Мосфильм» выделил для проживания только две раскладушки и некоторые принадлежности. Фотограф из съёмочной группы подарил им лампу в «пятьсот свечей». По ночам, при свете этой лампы, и писал свои песни Владимир Высоцкий, поскольку днём был занят в работе над фильмом. В доме не из чего было сделать шторы, и довольно часто к артистам приходили местные жители, посмотреть на «живого Высоцкого» — кто смотрел через окно, а кто просил «показать вблизи». Предприимчивый Золотухин «за показ» стал просить селян приносить молоко. В то лето Владимир часто парился в бане: «недостатку в банях в Сибири нет». Иногда он задавал Золотухину вопросы: «Чем отличается баня по-белому от бани по-черному?», «Как, говоришь, место называется, где парятся, поло́к?», а однажды разбудил его «с гитарой наизготовке» и исполнил песню «Банька по-белому»: «в гулком, брошенном доме, заставленном корчагами с молоком, при свете лампы в пятьсот очевидных свечей зазвучала „Банька“…».
Актриса Лионелла Пырьева, сыгравшая в «Хозяине тайги» роль поварихи Нюрки, в своих воспоминаниях утверждает, что Высоцкий впервые исполнил песню «Банька по-белому», собрав съёмочную группу в местном клубе. С её слов, по реакции Золотухина было видно, что он услышал песню первый раз.
Станислав Говорухин приводит запись из своего дневника о приезде в августе того года в Выезжий Лог. Добрался он до деревни только ночью, и первое, что услышал от Высоцкого: «Какую я песню написал!» Говорухин ещё не успел снять рюкзак с дороги, а Золотухин с Высоцким «уже сели рядышком на лавку и запели на два голоса „Баньку“. Никогда больше не доводилось мне слышать такого проникновенного исполнения».
Одноклассник и друг поэта Игорь Кохановский, вспоминая о возвращении Высоцкого со съёмок «Хозяина тайги», рассказывает, что прямо с Казанского вокзала тот приехал к нему домой «весь какой-то нетерпеливый» и первым делом спел «Протопи ты мне баньку по-белому…» Кохановский попросил спеть ещё раз и вынес оценку: «Мне кажется… всё, бывшее до этой песни, — всё это была разминка. А настоящее — только начинается». По его словам, Высоцкий с ним согласился.

## Первые издания, записи, исполнения

Беловой автограф песни «Банька по-белому»

Первое концертное исполнение песни было зафиксировано на фонограмме в 1969 году. На русском языке стихотворение было издано при жизни поэта в 1977 году в Париже в сборнике «Песни русских бардов», а осенью того же года песня вышла в записи на пластинке «Натянутый канат» (фр. La corde raide). В 1979 году стихотворение было опубликовано в первом, скандальном выпуске альманаха «Метрополь», выпущенном американским издательством «Ардис».
В альманах вошло двадцать стихотворений поэта. По свидетельству Евгения Попова (одного из составителей сборника), Высоцкий принял активное участие в подготовке своих текстов к публикации и очень серьёзно отнёсся к выбору лучших вариантов, правкам и изменениям некоторых строк.
Василий Аксёнов, активно участвовавший в организации альманаха, вспоминает, что Владимир «пришёл в восторг» от приглашения напечататься в «Метрополе». Во время гонений на авторов и организаторов сборника, когда «бонзы Союза писателей по приказу, конечно, соответствующих органов закручивали гайки всё туже, да ещё и гнусные сплетни распускали», Высоцкий устроил на квартире, где собирались метропольцы, стихийный концерт:

Мы все вдруг ожили, ощутив себя как бы в лучах звезды. Да он и был ведь суперзвездой, и от него в лучшие его творческие часы шёл мощный заряд животворной праны. Он пел тогда и «Волков», и «Баньку», и «Купола в России кроют чистым золотом»… и все метропольцы тут расшевелились и загудели.
В СССР стихотворение «Банька по-белому» впервые было официально опубликовано в 10-м номере журнала «Дружба народов» за 1986 год. Фирма «Мелодия» выпустила песню в 1990 году на пластинке «Маскарад» (пятнадцатой из серии «На концертах Владимира Высоцкого», М60 49469 002) в записи 1977 года. Последнее известное публичное исполнение песни датируется 1976 годом.

## Отзывы и воспоминания
Реакция современников Высоцкого на песню оказалась неоднозначной. Так, поэт Яков Козловский на расширенном заседании секретариата Московской организации Союза писателей СССР, рассматривавшего в январе 1979 года дело «Метрополя», выразил недоумение по поводу включения в альманах стихов непризнанного поэта (в числе которых была «Банька»): «А Высоцкий для чего? Пускай себе на плёнках крутится». Другой участник заседания — поэт Станислав Куняев — в беседе с публицистом Владимиром Бондаренко спустя почти двадцать лет после смерти поэта заявил, что в песне «Банька по-белому» «чувствуется социальный заказ, который он [Высоцкий] исполнял». По словам Куняева, стремясь уловить настроения самых разных общественных групп, автор песни сделал из своего героя «гибрид блатного и политического. Очень талантливая, очень ловкая неорганичность… Явная театральность».
Судя по воспоминаниям, песню без восторга приняли и некоторые единомышленники Высоцкого. К примеру, Наум Коржавин, рассказывая, что ценит бытовые драмы поэта, одновременно признался, что «Банька» не входит в число его любимых произведений: «Может, она и хорошая, но я её не знаю — как только „Банька“ начинается, я ничего не могу с собой сделать, я её просто не слышу». Весьма снисходительно, по утверждению художника Михаила Шемякина, отнёсся к «Баньке по-белому» и «Баньке по-чёрному» поэт Андрей Вознесенский: во время одного из домашних концертов Высоцкого, когда у гостей — актёров театра «Ромэн» — начали проступать слёзы от волнения, он похлопал исполнителя по плечу со словами: «Старик, растёшь…».
В то же время, согласно данным переводчика Давида Карапетяна, оказавшегося свидетелем многих жизненных перипетий Высоцкого, кинорежиссёр Андрей Тарковский, впервые услышавший «Баньку» в 1968 году, не только назвал её «потрясающей вещью», но и впоследствии постоянно стремился воспроизвести эту песню «в подпитии». Весьма тепло отзывался о ней и литератор Юз Алешковский, написавший в 1982 году на страницах выходившей в Нью-Йорке еженедельной «Новой газеты», что это произведение «отмечено печатью необыкновенной глубины»:

Это — «Банька по-белому». Не буду говорить, что чувствую лично я, когда слушаю «Баньку» в десятый, в сотый раз, когда пою её про себя (вслух не осмеливаюсь) в минуты раздумий о России, о наших судьбах, о судьбе мира. Не может не пронзить сердце нормального, я не случайно повторяю это слово, человека страсть очищения от скверны советской жизни, от въевшейся в кровь лжи, страсть возрождения достойных человека норм существования, страсть покончить раз и навсегда с бесовскими силами, которые в минуты отчаяния кажутся уже неподвластными нашей воле.

## «Банный цикл» в творчестве Высоцкого

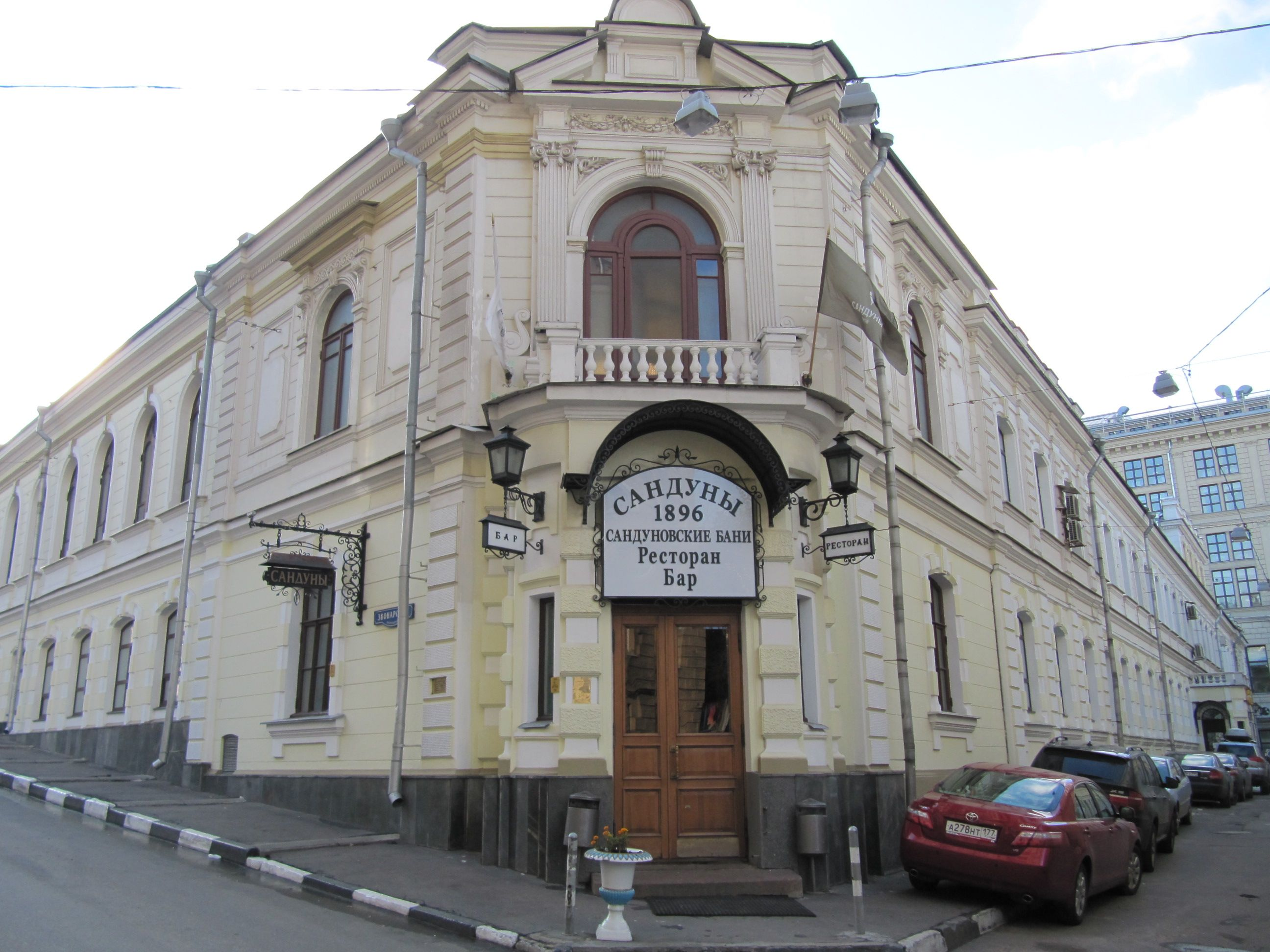
Сандуновские бани в Москве

Высоцкий достаточно долго — вплоть до начала 1960-х годов — не разделял любовь своих друзей к парилке. Как вспоминал поэт Игорь Кохановский, выросший в Москве на Неглинной улице, однажды общие знакомые принесли им билеты в расположенные по соседству Сандуновские бани: «Мы с Володей после приличного похмелья, конечно, отказались. Но они нас уверили, что лучшая похмелка — это парилка». После эвкалиптового пара, процедур с дубовыми вениками, ледяного душа и кружки холодного пива Высоцкий, по словам Кохановского, начал ценить оздоравливающую силу бань. Интерес к бане как к этнографическому объекту и связанным с ним мифопоэтическим обрядам и представлениям возник у поэта позже — во время съёмок картины «Хозяин тайги». В песне «Банька по-белому», сочинённой в киноэкспедиции, баня впервые у Высоцкого была представлена как почти сакральное место.
Начатая тема получила развитие в песне «Банька по-чёрному» («Топи! // Ладно, баньку мне по-чёрному топи!»), написанной в 1971 году и, возможно, ставшей своеобразным откликом на возвращение из колонии писателя Андрея Синявского. Это произведение выглядит как антипод «Баньки по-белому», потому что в ней изложена диаметрально противоположная история: рассказчик не обретает свободу, а, напротив, движется с воли в тюрьму.
В конце 1971 года Высоцкий сочинил «Балладу о бане», ключевой посыл которой («Здесь свободу и равенство с братством // Ощущаешь в кромешном пару») перекликается с процитированными в книге Владимира Гиляровского «Москва и москвичи» стихами пародиста Петра Шумахера: «И что ж? О радость! О приятство! // Я свой заветный идеал — // Свободу, равенство и братство — // В Торговых банях отыскал». Ироничное обыгрывание банного равенства звучит у Высоцкого также в стихотворении «Прошу прощения заране» (1971), содержащем, в частности, строки о том, что «обнажённостью едины вельможи и простолюдины». Образ бани встречается у поэта и в произведениях, посвящённых другим темам. Так, в «Письме к другу» (1975, 1978), адресованном актёру Ивану Бортнику, автор рассказывает о своих французских впечатлениях и делает вывод: «А в общем, Ваня, мы с тобой в Париже // Нужны — как в русской бане лыжи».

## Художественные особенности

### Развитие сюжета
По воспоминаниям заслуженного профессора МГУ Евгения Пронина, в 1943 году он, будучи подростком, встретил в небольшом городке Тульской области инвалида-фронтовика, который, держа в руках шлем, механически повторял одну и ту же фразу: «Танкист. На левой груди…». Спустя годы, услышав «Баньку по-белому», учёный признался, что был поражён и дословно воспроизведённым «грамматическим казусом», и умением Высоцкого передать человеческую драму в двух строчках: «А на левой груди — профиль Сталина, // А на правой — Маринка анфас». Исследователи считают, что сталинская наколка является одним из лейтмотивов и двигателей сюжета песни. В зачине этот символ просто обозначается и демонстрируется: «И наколка времён культа личности // Засинеет на левой груди». Позже, при упоминании анфаса и профиля, возникает представление о «внутреннем раздрае» героя, на груди которого столкнулись два «символа веры».
В последующих куплетах рассказ становится всё более напряжённым, достигая кульминации в строчках «Ближе к сердцу кололи мы профили, // Чтоб он слышал, как рвутся сердца». Однако и далее надрывный накал не спадает — разомлевший от горячего пара герой продолжает вслух, откровенно, осмысливать пережитое, приходя в результате к страшному, граничащему с «погибелью души», выводу: «Получилось — я зря им клеймён». Тем не менее до полной внутренней опустошённости дело не доходит — персонаж песни оставляет прошлое «где-то за перевалом кульминации». Ближе к финалу, выговорив свою историю, он выходит на новый уровень — очищения. Перемены в сознании и настроении рассказчика фиксируются в строчке: «И хлещу я берёзовым веничком // По наследию мрачных времён». Мысль о том, что пережитое — это не итог, а этап жизни, артикулируется в самом последнем куплете, который построен на контрасте с первым. Если в начале песни герой просит хозяюшку протопить баньку, потому что он «от белого свету отвык», то в концовке просьба звучит иначе — «чтоб я к белому свету привык». Такими же антитезами являются «пар горячий» (в зачине) и «ковш холодный» (в финале).

В каждом из четырёх куплетов «Баньки по-белому» вулканическое кипение выносит в светлое поле сознания один и тот же овеществленный символ — «сталинскую наколку». Но каждый раз с особым оттенком смысла, поступательно развивающим понимание, словно вариации лейтмотива или узлы сюжета, и каждый раз с превышением экспрессивности классических композиционных приемов.

### Лексическое и жанровое своеобразие
В начале 1960-х годов речь советской интеллигенции стала активно насыщаться элементами уголовного жаргона. Это демонстративное движение в сторону маргинальности выглядело, по версии исследователей, как своеобразный вызов властям — с помощью блатной лексики общество словно заявляло о стихийном стремлении к свободе. Поэт Евгений Евтушенко, подметив новое социальное явление, написал стихотворение «Интеллигенция поёт блатные песни», в котором, в частности, содержались строки: «Поют в Пахре писатели на даче, // Поют геологи и атомщики даже». Молодой Высоцкий, внёсший определённый вклад в развитие этого жанра, также стремился за счёт лексики выразить протест «языковому официозу». К примеру, в свою песню «Татуировка» он включил словосочетания, далёкие от литературной нормы: «выколол твой образ», «душа исколота снутри».
«Банька по-белому», в отличие от ранних, не несущих глобальных социальных обобщений песен Высоцкого, уже обрела эпические черты, однако автор остался верен себе: в монологе рассказчика поэт соединил речь московского интеллектуала с говором «простого сибиряка». Поэтому литературные выражения (например, «из тумана холодного прошлого») соседствуют в тексте с диалектными словами («сколь изведано горя и трасс»). Подобное смешение разных пластов лексики показывает, что в образе героя собраны биографии самых разных людей. Драматизм их судеб раскрывается в том числе за счёт метафор. Так, глагол «угореть» использован в песне в значении «утратить самоконтроль, потерять голову». Словосочетание «отдыхать в раю» близко по смыслу выражению «пребывать в безвременье».
Исследователи обращают внимание на явные речевые «ошибки», присутствующие в исповеди рассказчика. Так, в воспоминаниях героя о былом («Сколько веры и леса повалено, // Сколь изведано горя и трасс!») Высоцкий объединяет слова, имеющие несовместимые родовые признаки: «вера» не может — с точки зрения грамматических норм — сочетаться с глаголом «валить», а «трассы» плохо соотносятся с понятием «изведать» (в ситуациях, когда речь идёт об испытанном, пережитом). Тем не менее поэт намеренно использует эти выражения, чтобы показать: в сознании героя, много лет проведшего вдали от «белого света», невольно переплелись вера, исповедуемая человеком, и человек, уподобляющийся лесному дереву. Столь же важными — для осмысления персонажем обстоятельств своей биографии — являются элементы включённой в монолог оценочной лексики: «беспросветная», «несусветная» и другие. Свидетельством того, как тяжело мятущаяся душа героя ищет силы для возрождения, являются заключительные надсадные строки: «Протопи!.. Не топи!.. Протопи!..».

Он [Высоцкий] спрессовывал и расплавлял ритмы, слова и метафоры, чтобы течение информационной магмы само прокладывало логическое русло мысли и обобщение всплывало с непреложностью истины, самоочевидное, исчерпывающее и полезное на будущее. Но, разумеется, это тоже был вопрос мастерства, а не слепого наития.
Песня «Банька по-белому» (как и более поздняя «Баллада о детстве») — с её непреходящей памятью и столь же сложным «коллективным прошлым» — близка, по мнению литературоведов, к исторической элегии — жанру, восходящему к опытам поэта Константина Батюшкова. Высоцкий при написании «Баньки», вероятно, опирался на истории, использованные в своих ранних произведениях. Разница заключается в том, что тех же героев, вернувшихся из лагерей, он теперь поместил в «угарную» баньку — и в ней «разыгрывается драма совершенно иного уровня»: «Это стихи пушкинского уровня драматизма».

### Символы и аллегории

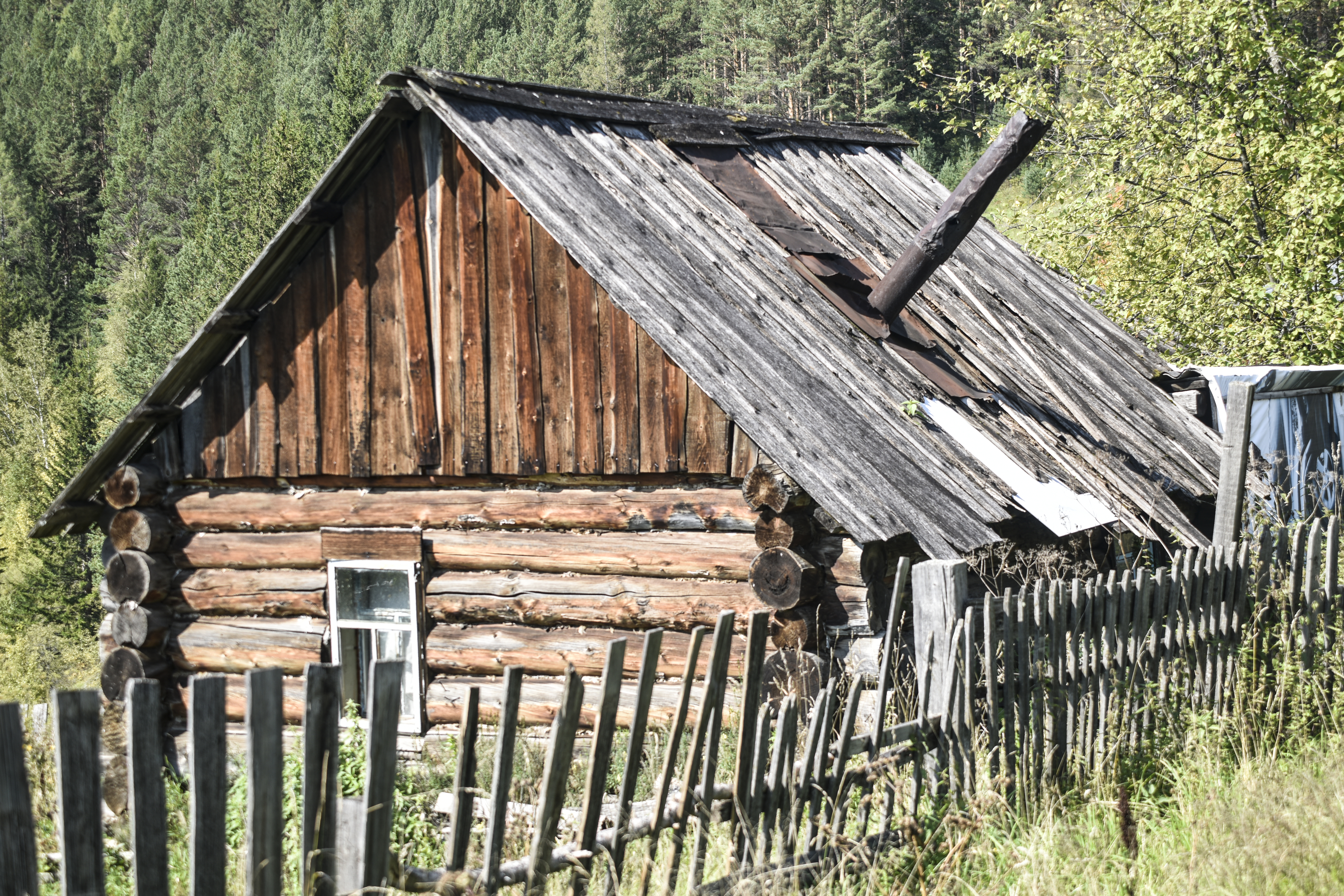
Баня по-белому в Красноярском крае

Баня в песне — это не просто стандартное место для мытья. В её образе заключён глубокий аллегорический смысл, восходящий к народным поверьям о том, что в этом — лишённом икон, открытом для страстей и искушений, — помещении человек особенно беззащитен и уязвим. Произведение насыщено бытовыми деталями («полок», «берёзовый веник», «ковш»), однако в общем контексте стиха обыденные слова вырастают до уровня символов: мытьё становится омовением, очищение превращается в просветление и преображение. Один из символов заложен уже в названии — «Банька по-белому». По воспоминаниям Валерия Золотухина, отвечая в киноэкспедиции на вопрос товарища о разнице между чёрной и белой баней, он объяснял, что последняя обычно «культурная, внутри чистая», и дым из неё направляется по дымоходу прямо «в белый свет». Высоцкий на основе этих представлений создал метафору «белый», вложив в неё идею о нормальной человеческой жизни и показав, как сложно порой происходит движение от тьмы к свету.
Другая метафора присутствует в строчке «Сколько лет отдыхал я в раю!». Слово «рай» в тексте напрямую связано с местами не столь отдалёнными — и поэт прямо указывает их «адреса»: речь идёт о топях, карьерах и перемещении «из Сибири в Сибирь». Исследователи предполагают, что этот символ возник в СССР в связи с появлением «новой религии» — коммунистическая мораль отринула былую веру в Бога, ей на смену пришла вера во всесильного вождя, а рай как благодатное социальное устройство служил в этой модели наградой за «веру беззаветную». Высоцкий, вероятно, осознавал, что надежда на «светлое будущее», обещанная советскими идеологами, — это коллективная иллюзия; в написанном позднее стихотворении «Райские яблоки» поэт развил тему: «Прискакали. Гляжу — пред очами не райское что-то: // Неродящий пустырь и сплошное ничто — беспредел!» К такому же пониманию постепенно приходит и герой «Баньки», обнаруживающий, что незыблемый, казалось бы, кумир оказывается поверженным, а сам он много лет обманывался в своих чаяниях.

## Литературные параллели

Памятник герою «Калины красной» Егору Прокудину, установленный на Алтае

По мнению писателя Дмитрия Быкова, «Банька» — абсолютно авторская песня, не несущая в себе никаких мотивов и интонаций фольклора, в том числе дворового. В то же время литературоведы Андрей Скобелев и Сергей Шаулов напоминают, что Высоцкий тщательно изучал банную мифопоэтику, согласно которой предложение «сводить в баню» в былые времена означало прикосновение к иным, нездешним мирам. Не случайно, считают исследователи, в стихотворении «На смерть Шукшина» (1974) поэт рассматривает последнюю помывку в контексте прощального шага: «И после непременной бани, // Чист перед Богом и тверёз, // Вдруг взял да умер он всерьёз, // Спокойнее, чем на экране». Высоцкий признавался, что он, человек отнюдь не сентиментальный, едва ли не впервые в жизни заплакал, когда узнал о смерти Шукшина. Шесть лет спустя, когда страна откликнулась на смерть Высоцкого множеством стихов и песен, Валентин Гафт объединил фамилии двух художников в стихотворении «Хулиганы»: «Чтоб мы не унижались за гроши, // Чтоб мы не жили, мать, по-идиотски, // Ушёл из жизни хулиган Шукшин, // Ушёл из жизни хулиган Высоцкий».
Мятущихся героев Шукшина и Высоцкого объединяла «незаполненная полость в душе» (термин критика Льва Аннинского), а потому тяжело, мучительно ищущий свою колею герой «Баньки по-белому» по духу и по судьбе близок Егору Прокудину из шукшинской «Калины красной» — оба персонажа именно в бане стремятся и не могут избавиться от «тумана холодного прошлого».

Подобная тональность исповеди героев Шукшина и Высоцкого входила в явное противоречие с духом и стилем «застойной» эпохи, знаменовала первые импульсы к очищающему прозрению нации.
Своеобразная «литературная перекличка» состоялась у Высоцкого и с Александром Галичем, который, по отзывам современников, впервые услышал «Баньку» в авторском исполнении у себя дома и «высоко отозвался о ней и о Высоцком как поэте». Определённые отголоски на заданную тему прозвучали в творчестве Галича спустя несколько лет в романе «Ещё раз о чёрте» — к примеру, интерьер некой задействованной в сюжете «явочной квартиры» представлял собой ампир «времён культа личности». Другие реминисценции обнаруживаются в поэме Галича «Размышления о бегунах на длинные дистанции», когда политзаключённые, работающие с кайлом, вдруг слышат громкий, идущий словно из поднебесья голос: «Был я Вождь вам и отец, / Сколько мук намелено!» По замечанию литературоведа Анатолия Кулагина, эта фраза сразу напоминает о «Баньке» — в частности, о строчке «сколько веры и лесу повалено»: «Смысловое и синтаксическое сходство — возможно, осознанное — здесь налицо».

## Музыка и исполнение
Стремясь показать человеческий тип, характер героя в движении, развитии, словно размотать его жизненный «клубок», Высоцкий использует в песне «Банька по-белому» такой музыкальный приём, как крещендо. Нарастание громкости звука совместно со сменой интонации позволяет автору передать всю палитру эмоциональных переживаний и душевных метаний персонажа, в сознании которого вновь и вновь, волнами, всплывают притупившиеся, казалось бы, воспоминания. Высоцкий с помощью музыкальных, интонационных средств подробно и глубоко изображает чувства, мысли и переживания героя. На примере этой песни можно проследить в первую очередь музыкальную закономерность, руководящую строением слов, фраз грамматической и синтаксической структуры, что выливается в новое музыкальное сознание лироэпической поэзии.
«Классическим» вариантом исполнения песен Высоцкого считается авторское пение под гитару. Константин Казански, автор аранжировок для «французских пластинок» Высоцкого, рассказывал, что перед созданием альбома «Натянутый канат» к нему обратился Жак Уревич (инициатор записи пластинки) с вопросом о том, почему в аранжировках для Высоцкого Казански применяет только две гитары. Когда аранжировщик объяснил, что это желание Высоцкого и его вкус, Уревич поговорил с поэтом и добился карт-бланша для Казански — в записи некоторых песен звучит оркестр. Самому Владимиру Высоцкому многие из оркестровых аранжировок нравились: «Удачно аранжированы, например, „Кони привередливые“ — я не могу сейчас петь её в концертах. Есть очень разноречивые мнения — сколько людей, столько и мнений об этом. Что я могу сказать? Я очень рад аккомпанементу „Баньки“ и „Большого Каретного“, которые есть в одном из дисков, — там простые, безгитарные аккомпанементы, я рад, что мы их не усложняли».

## Актуальность. Социально-культурное влияние
Песня сохранила актуальность в течение десятилетий после написания. К годовщине смерти Высоцкого Театр на Таганке подготовил музыкально-поэтическую композицию «Владимир Высоцкий», в которой — среди прочих произведений — звучала «Банька» (её исполнял Валерий Золотухин). По словам Юрия Любимова, это место в постановке было «очень живое». По окончании представления весьма известные советские литераторы признавались режиссёру, что для них лишь сейчас Высоцкий открылся как поэт. Сразу после премьеры, состоявшейся 25 июля 1981 года, спектакль был запрещён.
В 1990 году в литературно-художественном журнале «Аврора» было воспроизведено предсказание актёра Ролана Быкова, сделанное десятью годами ранее и касавшееся творчества Высоцкого: «Я думаю, что в школах очень скоро будут изучать такого поэта». В последующие десятилетия стихотворения и песни Высоцкого действительно вошли в школьные программы, в том числе факультативно. К примеру, «Банька по-белому» в 2000 году была включена в учебное пособие «Русская литература XX века» для 11-го класса общеобразовательных школ. По словам литературоведа Анатолия Кулагина, написавшего для этого учебника главу «Авторская песня», «Банька» может изучаться на так называемых комбинированных уроках под условным названием «Из тумана холодного прошлого…» — наряду с «Облаками» Галича и поэмой «По праву памяти» Твардовского.
Стабильным остаётся интерес к песне и среди зарубежных слушателей. Так, в Польше достаточно высоко был оценён её перевод, сделанный выходцем из России Алексеем Авдеевым («польским Димитриевичем»). В 2004 году песня про баньку, звучащая в переводе как «Łaźnia», была включена в подготовленный певцом Виктором Зборовским диск Mam jedno oko zielone. С начала XXI века «Банька по-белому» является частью репертуара немецкого исполнителя Герда Крамбера. В 2002 году песня вошла в выпущенный в Австрии альбом Die Trouba Tour. Три года спустя в Италии группа Les Anarchistes записала компакт-диск, на котором «Банька» называется «Il Bagno Alla Bianca». В Венгрии, согласно опросам общественного мнения, «Банька» — наряду с «Гамлетом», «Балладой о Любви», «Охотой на волков» — входит в число наиболее известных песен Высоцкого.

Выезжий Лог, река Мана, памятный знак В. Высоцкому на месте съёмок кинофильма «Хозяин тайги»

В память о фильме «Хозяин тайги» и написанной в Выезжем Логу «Баньке» красноярские краеведы в 1996 году установили на месте работы съёмочной группы барельеф с изображением Высоцкого и высеченными на доске строчками из его песни: «Протопи ты мне баньку по-белому, я от белого света отвык». Существует версия, обнародованная членами Сибирского общества истории и культуры, согласно которой камень, найденный в манской тайге и использованный впоследствии для мемориальной скульптуры, может являться «гипотетическом осколком Тунгусского метеорита».
В 2002 году в Выезжем Логу побывал норвежский музыкант Йорн-Симен Эверли, который снял по итогам своей сибирской экспедиции документальный фильм, посвящённый Высоцкому.
Песня оказала определённое влияние на тональность романа Алексея Иванова «Географ глобус пропил». В одном из эпизодов произведения речь идёт о том, как юный Виктор Служкин, страдая от безответной любви к Лене Анфимовой, ночью долго слушает кассету с записью песен Высоцкого, чувствуя при этом, что именно его, «расписанного татуировками зэка, парила в бане хозяюшка». Песни, героем которых представляет себя подросток, не только меняют его настроение, но и во многом формируют его дальнейшее поведение.

Цитата отсылает к песне «Протопи-ка мне баньку по-белому…», а через неё — ко всем песням Высоцкого тюремно-лагерной и «блатной» тематики. Актуализируется здесь столь значимый для подростка романтический элемент блатного мира, как татуировка и скрываемая за ней история. 

## Комментарии
1. ↑  «Сырец» здесь — «сырой» (неочищенный, низкого сорта) этиловый или винный полуфабрикат питьевого спирта, обычно применявшийся для технических нужд. В системе советских лагерей выдача спирта «в целях предохранения от простудных заболеваний» заключённым, «занятым на тяжёлых работах», практиковалась до 1934 года[9].
2. ↑  Баня по-белому — такая, в которой дым от печи выходит через трубу наружу (в бане по-чёрному трубы нет, и сажа с копотью выходят из помещения через естественные щели, оседая на потолке и стенах)[13][14].
3. ↑  На поло́ке — правильно — «на полке́»[14]. Владимир Новиков предполагает, что в этой строке содержится «невольный привет» режиссёру Геннадию Ивановичу Полоке, который «не любит склоняться и ни единой буквы из себя не отдаст». В 1968 году Высоцкий сыграл одну из главных ролей и исполнил несколько песен в фильме «Интервенция» этого режиссёра, но фильм был запрещён к показу и выпущен на экран лишь в 1987 году[13].